# Straight from the Heart
"Straight from the Heart" é uma canção do cantor de rock canadense Bryan Adams. É a quarta faixa do seu álbum Cuts Like a Knife (1983), e foi lançado como primeiro single do álbum em 16 de fevereiro de 1983. A canção foi a primeira de Adams a alcançar o top 10 nas paradas da Billboard Hot 100, alcançando a posição de número #10. Ele também alcançou a posição de número #32 na Hot Adult Contemporary Tracks, o primeiro single a chegar nesse gráfico.
Adams compôs a canção quando tinha apenas 18 anos de idade, no final dos anos 70. Apesar de não divulgar a sua versão da canção, até 1983, a canção acabou sendo gravada por Ian Lloyd em 1980, no álbum Third Wave Civilization (1980). Mais tarde, a canção teve uma versão cover da cantora Bonnie Tyler, lançada em seu álbum Faster Than the Speed of Night (1983), lançada no mesmo ano em quem Adams lançou Cuts Like a Knife. A canção também foi lançada na trilha sonora internacional da telenovela brasileira de 1983, Guerra dos Sexos, sendo o tema de Nando (interpretado por Mário Gomes), e depois de Carolina (interpretada por Lucélia Santos) e Felipe (interpretada por Tarcísio Meira).

## Lista de faixas
- 7"

1. "Straight from the Heart" – 3:30
2. "Cuts Like A Knife" – 5:16

- CD no Brasil

1. "Straight from the Heart" – 3:30
2. "One Good Reason" – 4:22

- CD no Japão

1. "Straight from the Heart" – 3:30
2. "One Good Reason" – 4:22

## Paradas e posições
| País/Parada (1983)                             | Melhor posição |
| ---------------------------------------------- | -------------- |
| Estados Unidos (Hot Adult Contemporary Tracks) | 29             |
| Estados Unidos (Billboard Hot 100)             | 10             |
| País/Parada (1986)                             | Melhor posição |
| Reino Unido (UK Singles Chart)                 | 51             |